# Міхай Патакі
Міхай Патакі (угор. Pataki Mihály; 7 грудня 1893, Будапешт — 28 листопада 1977, Будапешт) — угорський футболіст, що грав на позиції нападника. По завершенні ігрової кар'єри — тренер. Виступав, зокрема, за клуб «Ференцварош», а також національну збірну Угорщини.

## Клубна кар'єра
У 1908 році розпочав свої виступи у молодіжній команді клубу «Ференцварош». 12 вересня 1910 року 17-річний гравець дебютував у дорослій команді «Ференцвароша», у тому поєдинку відзначився двома голами. Протягом перших трьох сезонів Патакі у клубі команда незмінно ставала переможцем національного чемпіонату. Протягом наступного десятиріччя допомагав клубу посісти друге, третє та четверті місця. У 1925—1926 роках 32-річний Патакі учетверте став переможцем національного чемпіонату, а також отримав звання найкращого футболіста Угорщини. Навіть у 1926 році, після початку епохи професіоналізму, як гравець-аматор продовжив захищати кольори клубу. Протягом своєї кар'єри зіграв на клубному рівні 280 офіційних матчів в усіх турнірах та відзначився 280-ма голами.
Мав звичку у дощову та зимову погоду виступати у білих рукавичках, щоб захистити свої пальці від прохолодної погоди, оскільки любив грати на скрипці.

## Виступи за збірну
1912 року дебютував в офіційних матчах у складі національної збірної Угорщини. Протягом кар'єри у національній команді, яка тривала 16 років, провів у формі головної команди країни лише 24 матчі, забивши 21 гол.
У складі збірної був учасником футбольного турніру на Олімпійських іграх 1912 року у Стокгольмі, на якому угорська збірна посіла п'яте місце, вигравши у втішному фіналі.

## Спортивна діяльність
Після завершення кар'єри гравця у 1927 році за запрошенням Бели Майллінгера працював протягом 15 років у «Ференцвароші» на посадах спортивного директора та головного тренера. Потім працював асистентом у тренерських штабах клубу, у тому числі й при Золтані Блуму. Наприкінці 1930-х розпочав самостійну тренерську кар'єру.
У 1930 році нетривалий час виконував обов'язки головного тренера збірної Угорщини. За цей час під його керівництвом збірна двічі зіграла в нічию та зазнала однієї поразки:
- Проти Швейцарії, 2:2 (Базель)
- Проти Чехословаччини, 1:1 (Прага)
- Проти Італії, 0:5 (Будапешт)

Помер 28 листопада 1977 року на 84-му році життя у місті Будапешт.

## Досягнення
- Чемпіонат Угорщини
  -  Чемпіон (5): 1910/11, 1911/12, 1912/13, 1925/26, 1926/27
  -  Срібний призер (6): 1913/14, 1917/18, 1918/19, 1921/22, 1923/24, 1924/25
  -  Бронзовий призер (3): 1919/20, 1920/21, 1922/23
- Кубок Угорщини
  -  Володар (3): 1913, 1922, 1927
  -  Фіналіст (1): 1912
- Auguszta-serleg
  -  Володар (1): 1914
- Футболіст року: 1925—1926
- «Вічний чемпіон» ФТК: 1925